# スングトゥ・マガッサ
スングトゥ・マガッサ（Soungoutou Magassa, 2003年10月8日 - ）は、フランス・スタン出身のサッカー選手。リーグ・アン・ASモナコ所属。ポジションはミッドフィールダー、ディフェンダー。

## 経歴

### クラブ
セーヌ＝サン＝ドニ県のスタン出身で、イル＝ド＝フランス地域圏にあるいくつかのクラブでプレーした後の2018年にASモナコのユースチームに加入した。ASローマやACミランなどからの関心も受けたが、2021年4月にASモナコと最初のプロ契約を締結した。2022年1月2日、クープ・ドゥ・フランスのUSクヴィイー戦にウィサム・ベン・イェデルとの交代で出場し、プロデビューを果たした。

### 代表
マリ共和国にルーツを持つため、フランス代表とマリ共和国代表の両方の出場資格を持つ。2023 FIFA U-20ワールドカップに出場するU-20フランス代表に選出された。

## プレースタイル
ボックス・トゥ・ボックス型のミッドフィールダーと評される。守備的ミッドフィールダーとしても、センターバックとしてもプレーできる。両足が器用で、相手のボールを奪い、最適なパスを出すことが得意であると自身を説明している。

## タイトル

### 代表
U-23フランス代表
- パリオリンピック銀メダル: 2024